# وازریک سکویان

وازریک سکویان (ارمنی: Վազրիկ Սեկոյան؛  زادهٔ ۱ آوریل ۱۹۰۹ - درگذشته ۱۹۹۳) یک سیاستمدار اهل ارمنستان که از تاریخ ۱۰ مه ۱۹۵۲ تا تاریخ ۱۳ آوریل ۱۹۵۴سمت شهردار ایروان را برعهده داشت.

## زندگی‌نامه
وی در۱ آوریل ۱۹۰۹ در ایغدیر به دنیا آمد و در فارغ‌التحصیل گشت. همچنین برندهٔ جوایزی همچون نشان انقلاب اکتبر، نشان پرچم سرخ کار، نشان ستاره سرخ، نشان جنگ میهنی درجه یک، مدال دفاع از قفقاز، مدال شجاعت (روسیه) و نشان دوستی خلق شده است. وی در ۱۹۹۳ در سن ۸۴ سالگی در ایروان درگذشت.

## نگارخانه

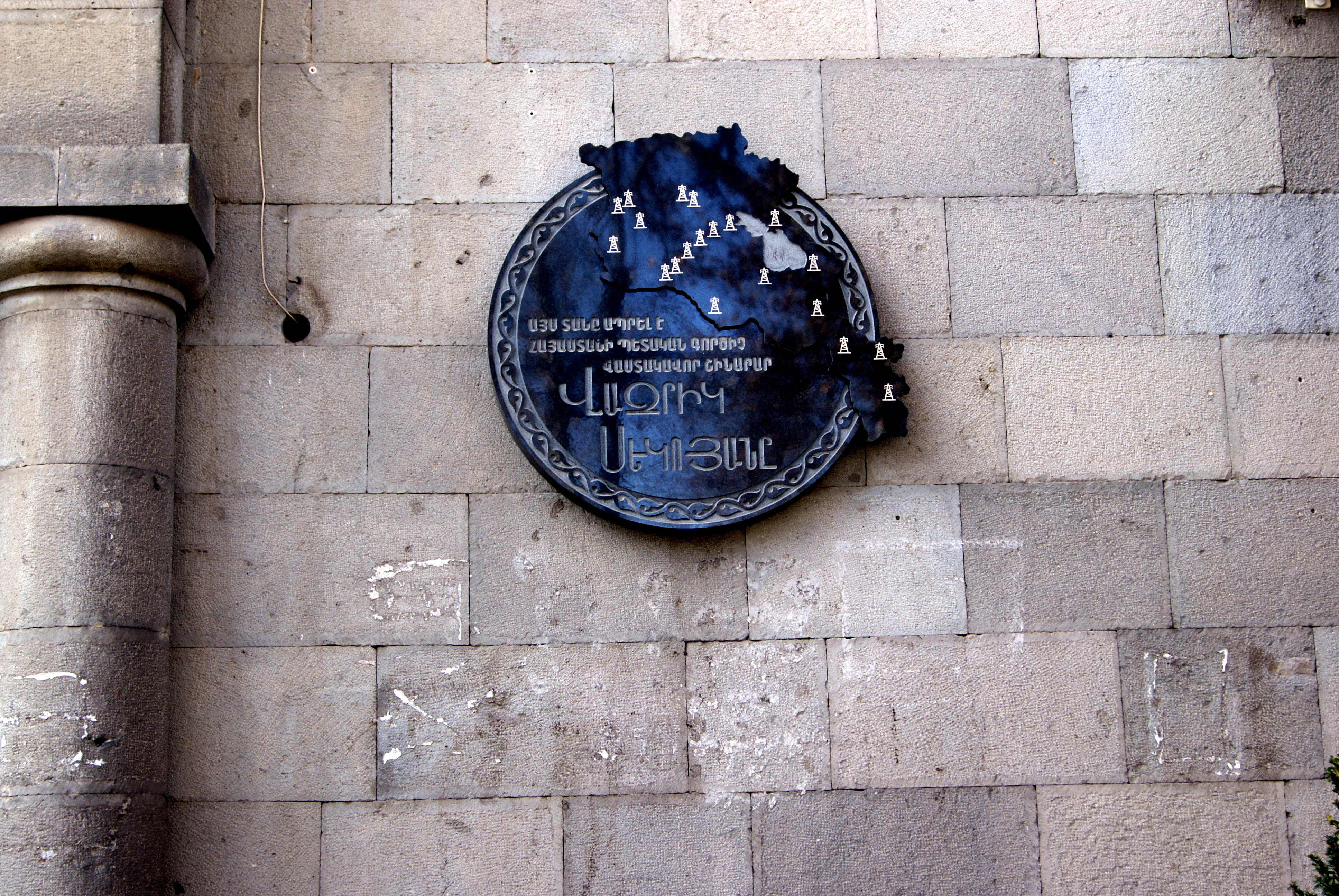